# Lega saudita professionistica 2019-2020
La Lega saudita professionistica 2019-2020 è stata la 45ª edizione del massimo livello del campionato saudita di calcio, nota come Abdul Latif Jameel League 2019-2020 per ragioni di sponsorizzazione. Il campionato è iniziato il 22 agosto 2019 ed è stato sospeso il 14 marzo 2020 a causa della pandemia di COVID-19. Ripreso il 4 agosto 2020, il campionato è terminato il 9 settembre successivo.

## Classifica finale
|                           | Pos. | Squadra    | Pt | G  | V  | N | P  | GF | GS | DR  |
| ------------------------- | ---- | ---------- | -- | -- | -- | - | -- | -- | -- | --- |
| Arabia Saudita (bandiera) | 1.   | Al-Hilal   | 72 | 30 | 22 | 6 | 2  | 74 | 26 | +48 |
|                           | 2.   | Al-Nassr   | 64 | 30 | 19 | 7 | 4  | 60 | 26 | +34 |
|                           | 3.   | Al-Ahli    | 50 | 30 | 15 | 5 | 10 | 49 | 36 | +13 |
|                           | 4.   | Al-Wahda   | 49 | 30 | 16 | 1 | 13 | 45 | 40 | +5  |
|                           | 5.   | Al-Faisaly | 48 | 30 | 14 | 6 | 10 | 41 | 36 | +5  |
|                           | 6.   | Al-Ra'ed   | 46 | 30 | 13 | 7 | 10 | 41 | 50 | -9  |
|                           | 7.   | Al-Shabab  | 43 | 30 | 12 | 7 | 11 | 38 | 37 | +1  |
|                           | 8.   | Al-Ettifaq | 42 | 30 | 13 | 3 | 14 | 46 | 38 | +8  |
|                           | 9.   | Abha       | 38 | 30 | 11 | 5 | 14 | 41 | 52 | -11 |
|                           | 10.  | Al-Ittihad | 35 | 30 | 9  | 8 | 13 | 42 | 41 | +1  |
|                           | 11.  | Al-Taawoun | 35 | 30 | 10 | 5 | 15 | 33 | 40 | -7  |
|                           | 12.  | Damac      | 35 | 30 | 9  | 8 | 13 | 37 | 52 | -17 |
|                           | 13.  | Al-Fateh   | 33 | 30 | 8  | 9 | 14 | 42 | 49 | -7  |
|                           | 14.  | Al-Fayha   | 32 | 30 | 8  | 8 | 14 | 34 | 44 | -10 |
|                           | 15.  | Al-Hazem   | 27 | 30 | 7  | 6 | 17 | 40 | 61 | -21 |
|                           | 16.  | Al-Adalah  | 21 | 30 | 4  | 9 | 17 | 27 | 62 | -35 |

Legenda:

      Campione dell'Arabia Saudita e ammessa alla AFC Champions League 2021

      Ammesse alla AFC Champions League 2021

      Ammesso alle qualificazioni della AFC Champions League 2021

      Retrocesse in Saudi First Division 2020-2021
Tre punti a vittoria, uno a pareggio, zero a sconfitta.
La classifica viene stilata secondo i seguenti criteri:
- Punti conquistati
- Playoff (per titolo, partecipazione alle coppe e retrocessione)
- Punti conquistati negli scontri diretti
- Differenza reti negli scontri diretti
- Reti realizzate negli scontri diretti
- Differenza reti generale
- Reti totali realizzate

## Statistiche

### Individuali

#### Classifica marcatori
Aggiornata al 9 settembre 2020.
| Gol |  |  | Giocatore            | Squadra    |
| --- |  |  | -------------------- | ---------- |
| 29  |  |  | Abderrazak Hamdallah | Al Nassr   |
| 27  |  |  | Bafétimbi Gomis      | Al Hilal   |
| 19  |  |  | Omar Al Soma         | Al Ahli    |
| 16  |  |  | Youssouf Niakaté     | Al Wahda   |
| 15  |  |  | Romarinho            | Al Ittihad |
| 13  |  |  | Carlos Strandberg    | Al Hazm    |
| 12  |  |  | Carlos Eduardo       | Al Hilal   |